# Xenillus penicilliger
Xenillus penicilliger är en kvalsterart som beskrevs av Csiszár 1962. Xenillus penicilliger ingår i släktet Xenillus och familjen Xenillidae. Inga underarter finns listade i Catalogue of Life.